# Nina Spreitzer
Nina Spreitzer (* 4. März 1998 als Nina Žabjek in Ljubljana) ist eine slowenische Handballspielerin.

## Karriere

### Im Verein
Nina Spreitzer spielt für RK Krim in Slowenien. Mit Krim konnte sie von 2017 bis 2024 jedes Jahr die slowenische Meisterschaft gewinnen.

### In Auswahlmannschaften
Spreitzer steht im Aufgebot der slowenischen Nationalmannschaft. Mit Slowenien nahm sie an der WM 2017 (14. Platz), EM 2018 (13. Platz), WM 2019 (19. Platz), EM 2020 (16. Platz), WM 2021 (16. Platz), EM 2022 (8. Platz) und der WM 2023 (11. Platz) teil. 2024 stand sie im Aufgebot für die Olympischen Spiele, wo sie ein Tor in fünf Spielen erzielte.